# Tony Rolt
Anthony Peter Roylance Rolt (Bordon, 16 de octubre de 1918-Warwick, 6 de febrero de 2008), más conocido como Tony Rolt, fue un piloto de automovilismo y militar británico. Su mayor logro fue la victoria en las 24 Horas de Le Mans 1953, de la mano de Jaguar Cars.

## Carrera deportiva
Rolt inició su trayectoria deportiva en 1936 en las 24 Horas de Spa, al volante de un Triumph. En 1939 se impuso en el Trofeo del Imperio Británico en Donington Park con un ERA. Tras la Segunda Guerra Mundial retomó la competición, logrando un segundo puesto en el Gran Premio de Zandvoort de 1948 con un Alfa Romeo Bimotore. Entre 1949 y 1952 compitió para el equipo de Rob Walker. En 1950 y 1951 participó en las 24 Horas de Le Mans con un Nash-Healey, logrando resultados destacados.
Participó en la primera carrera de la historia de la Fórmula 1, el GP de Gran Bretaña de 1950, que formaba parte del campeonato del mundo de la temporada 1950. También participó en otras dos ediciones del GP de Gran Bretaña puntuables por el campeonato de F1. No finalizó ninguna de las tres carreras.
Su mayor éxito llegó con Jaguar, junto a Duncan Hamilton, con quien formó pareja en pruebas de resistencia. Ambos ganaron las 24 Horas de Le Mans de 1953 con un C-Type. Repitieron podio en 1954, finalizando en segunda posición con un D-Type.
En 1956 se retiró de la competición activa para dedicarse al desarrollo de nuevas tecnologías automotrices, en particular sistemas de tracción en las cuatro ruedas.

## Segunda Guerra Mundial
Rolt ingresó en el Royal Military College, Sandhurst, y en 1939 fue comisionado en la Rifle Brigade. Durante la Segunda Guerra Mundial participó en la defensa de Calais en 1940, donde fue capturado tras retrasar con su unidad el avance de la 10.ª Panzerdivision, acción por la que recibió la Military Cross. Posteriormente intentó escapar en siete ocasiones de distintos campos de prisioneros antes de ser trasladado al castillo de Colditz en 1943; por su persistencia obtuvo una barra a la misma condecoración.

## Resultados

### 24 Horas de Le Mans
| Año     | Equipo             | Copilotos       | Automóvil         | Clase | Vueltas | Pos. | Pos. Clase |
| ------- | ------------------ | --------------- | ----------------- | ----- | ------- | ---- | ---------- |
| 1949    | R.R.C. Walker      | Guy Jason Henry | Delahaye 135CS    | S5.0  | 126     | DNF  | DNF        |
| 1950    | Healey Motors Ltd. | Duncan Hamilton | Nash-Healey E     | S5.0  | 250     | 4.º  | 3.º        |
| 1951    | Healey             | Duncan Hamilton | Nash-Healey Coupé | S5.0  | 250     | 6.º  | 4.º        |
| 1952    | Jaguar Ltd.        | Duncan Hamilton | Jaguar C-Type     | S5.0  |         | DNF  | DNF        |
| 1953    | Jaguar Cars Ltd.   | Duncan Hamilton | Jaguar C-Type     | S5.0  | 304     | 1.º  | 1.º        |
| 1954    | Jaguar Cars Ltd.   | Duncan Hamilton | Jaguar D-Type     | S5.0  | 301     | 2.º  | 2.º        |
| 1955    | Jaguar Cars Ltd.   | Duncan Hamilton | Jaguar D-Type     | S5.0  | 186     | DNF  | DNF        |
| Fuente: |                    |                 |                   |       |         |      |            |

### Fórmula 1
(Clave) (negrita indica pole position) (cursiva indica vuelta rápida)

| Años    | Escudería              | 1        | 2   | 3   | 4   | 5   | 6        | 7   | 8   | 9   | Pos. | Puntos |
| ------- | ---------------------- | -------- | --- | --- | --- | --- | -------- | --- | --- | --- | ---- | ------ |
| 1950    | Peter Walker           | GBR Ret* | MON | 500 | SUI | BEL | FRA      | ITA |     |     | NC   | 0      |
| 1953    | RRC Walker Racing Team | ARG      | 500 | NED | BEL | FRA | GBR Ret  | GER | SUI | ITA | NC   | 0      |
| 1955    | Connaught Engineering  | ARG      | MON | 500 | BEL | NED | GBR Ret‡ | ITA |     |     | NC   | 0      |
| Fuente: |                        |          |     |     |     |     |          |     |     |     |      |        |